# Isaje (Białoruś)
Isaje (biał. Ісаі; ros. Исаи) – wieś na Białorusi, w obwodzie witebskim, w rejonie brasławskim, w sielsowiecie Dalekie.

## Historia
W czasach zaborów w granicach Imperium Rosyjskiego.
W dwudziestoleciu międzywojennym wieś leżała w Polsce, w województwie nowogródzkim (od 1926 w województwie wileńskim), w powiecie dziśnieńskim (od 1926 w powiecie brasławskim), w gminie Bohiń.
Według Powszechnego Spisu Ludności z 1921 roku wieś zamieszkiwały 54 osoby, 6 było wyznania rzymskokatolickiego, 48 prawosławnego. Jednocześnie 6 mieszkańców zadeklarowało polską przynależność narodową, 48 białoruską. Było tu 9 budynków mieszkalnych. W 1931 w 11 domach zamieszkiwało 59 osób.
Wierni należeli do parafii rzymskokatolickiej w Dalekiem i prawosławnej w Bohiniu. Miejscowość podlegała pod Sąd Grodzki w Opsie i Okręgowy w Wilnie; właściwy urząd pocztowy mieścił się w Bohiniu.